# 芬利彗星
15P／芬利彗星是太陽系內的一顆週期彗星，在1886年9月26日被南非天文学家威廉·亨利·芬利在位于南非好望角的皇家天文台发现。
在1886年第一次計算得到的軌道是拋物線，與1844年Francesco de Vico失去的週期彗星（54P/德威科-斯威夫特-尼特彗星）的情況相似。美國 斯克內塔第的路易斯·波士（達德利天文台）注意到兩者的軌道之間有很大的差異，在進一步的觀察後認為不可能是失蹤的de Vico彗星，這才確認是15P／芬利彗星。
在1899年的回歸未能觀測到，在1910年因為接近木星而使得軌道週期變長，在1919年偏離了預測的路徑，因此日本京都天文台的Sasaki在1919年10月25日發現時以為是一顆新的彗星，但是實上是回歸的15P／芬利彗星。
這顆彗星的亮度在1926年之後開始下降，因此失蹤了一段時間，直到1953年才再度觀測到每一次的回歸。
2014年12月6日该彗星爆发，亮度从11提高到9等以至可以用50mm口径双筒望远镜进行观测，12月23日日落后该彗星和火星在天空中相伴出现，相隔仅1/6度，但亮度已比刚爆发时低。2015年 1月16日在次變亮到 7~8等..
预计2060年12月26日15P/Finlay将从距地球0.047天文单位处经过。

## 外部連結
- 15P at Kronk's Cometography （页面存档备份，存于）
- 15P at Kazuo Kinoshita's Comets （页面存档备份，存于）
- 15P at Seiichi Yoshida's Comet Catalog （页面存档备份，存于）

| 週期彗星                | 週期彗星 | 週期彗星                    |
| ----------------------- | -------- | --------------------------- |
| 前一顆彗星 14P/沃夫彗星 | 芬利彗星 | 後一顆彗星 16P/布魯克斯彗星 |
| 週期彗星列表            |          |                             |